# Boarmia melaina
Boarmia melaina är en fjärilsart som beskrevs av Schmidt 1934. Boarmia melaina ingår i släktet Boarmia och familjen mätare. Inga underarter finns listade i Catalogue of Life.